# Chevrolet Sail
Der Chevrolet Sail ist ein Kleinwagen, der von Shanghai GM ab 2010 in China gebaut wurde. Der Wagen wurde in China, aber auch in anderen Schwellenländern verkauft.
Während die erste Generation auf dem Opel Corsa B basiert, wurde die zweite Generation direkt in China entwickelt. Der Wagen wird unter 60 000 RMB angeboten, ein Preissegment, in dem bisher nur chinesische Marken aktiv waren. Der Sail orientiert sich dabei an dem aktuellen Design der Chevrolet-Modelle.

## 1. Generation (2005–2009)
Nach dem Markteintritt der Marke Chevrolet in China 2005 wurde das vorher als Buick Sail vermarktete Modell (ein Derivat des Opel Corsa B) unter der Marke Chevrolet angeboten. Als Karosserievarianten waren eine 4152 mm lange Stufenhecklimousine und ein 4097 mm langer Kombi erhältlich. In beide wurde ein R4-Ottomotor mit 1598 cm³ Hubraum und einer maximalen Leistung von 68 kW eingebaut. Die Produktion lief bis Ende 2009.

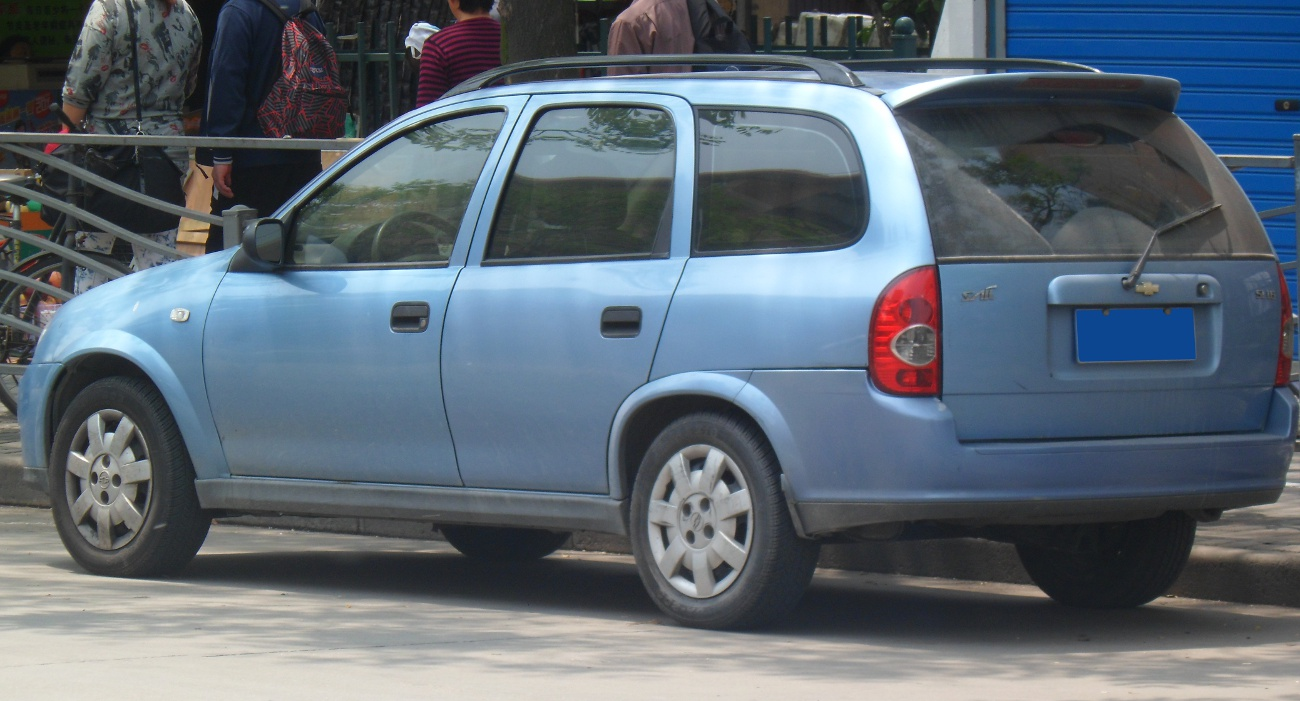
Heckansicht Kombi
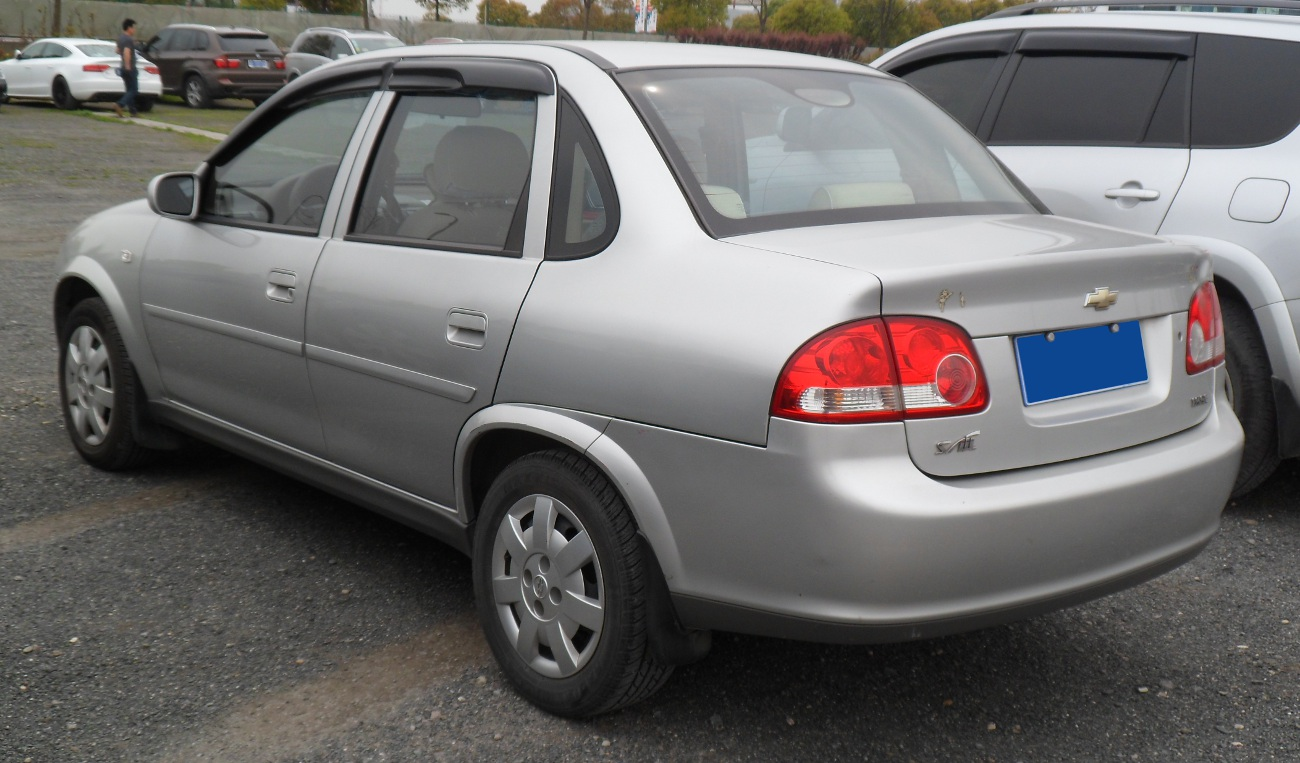
Heckansicht Stufenhecklimousine

## 2. Generation (2010–2019)
Als Karosserievarianten sind Stufenheck- und Kombilimousinen erhältlich. Während die Stufenhecklimousine im Januar 2010 vorgestellt wurde, folgte die formale Premiere der Kombilimousine mit dem Namenszusatz Hatchback auf der Auto China 2010 in Peking. Es handelt sich um das erste im Zuge eines Joint-Ventures direkt in China entwickelte Auto. Der Wagen ist serienmäßig mit zwei Airbags ausgestattet, ABS kostet hingegen Aufpreis. Im Juli 2014 wurde das einmillionste Fahrzeug dieser Fahrzeuggeneration verkauft. Auf dem indischen Markt wurde das Fahrzeug bis Ende 2017 angeboten. Das GM-Werk Colmotores im kolumbianischen Bogota produzierte die Stufenheckvariante des Fahrzeugs zwischen 2012 und 2019 und in Ecuador wurden CKD-Bausätze des Fahrzeugs montiert. In Südamerika wird die Stufenhecklimousine als Chevrolet ChevyTaxi Premium (im Modelljahr 2020) und die Kombilimousine wurde als Chevrolet ChevyTaxi Plus für den Taximarkt angeboten.

### Antrieb
Der Wagen wird wahlweise von einem 1,2-l-Ottomotor mit einer maximalen Leistung von 64 kW oder einem 1,4-l-Ottomotor mit 76 kW angetrieben. Während der 1,2-l-Motor direkt aus dem höherpreisigen Chevrolet Aveo stammt, ist der 1,4-l-Motor gegenüber dem Aveo sogar leistungsstärker. In Indien war für das Fahrzeug auch ein 1,2-l-Dieselmotor mit Turboaufladung und Common-Rail-Einspritzung mit 57 kW  maximaler Leistung erhältlich, der als 1.3 SDE SMARTECH vermarktet wurde.

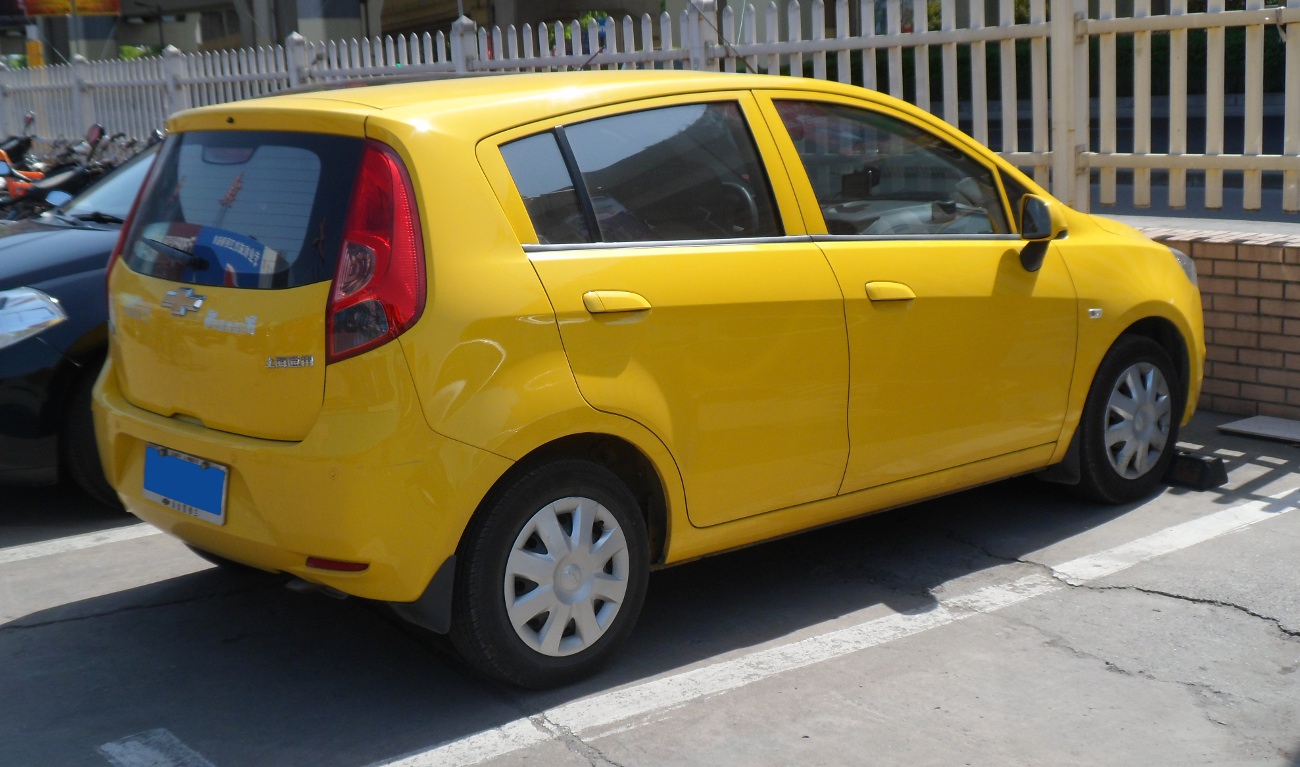
Heckansicht Kombilimousine (Hatch)
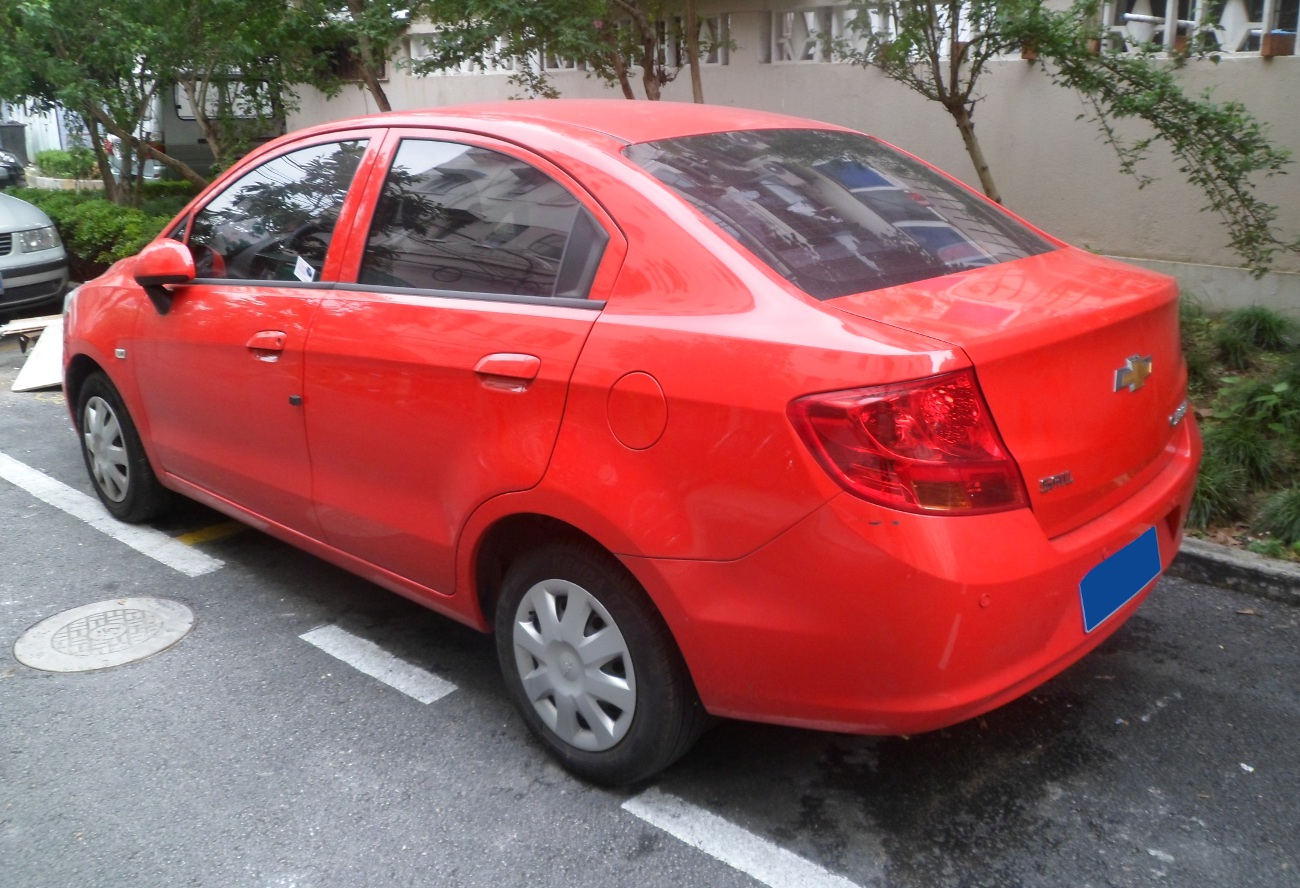
Heckansicht Stufenhecklimousine

## 3. Generation (2014–2023)

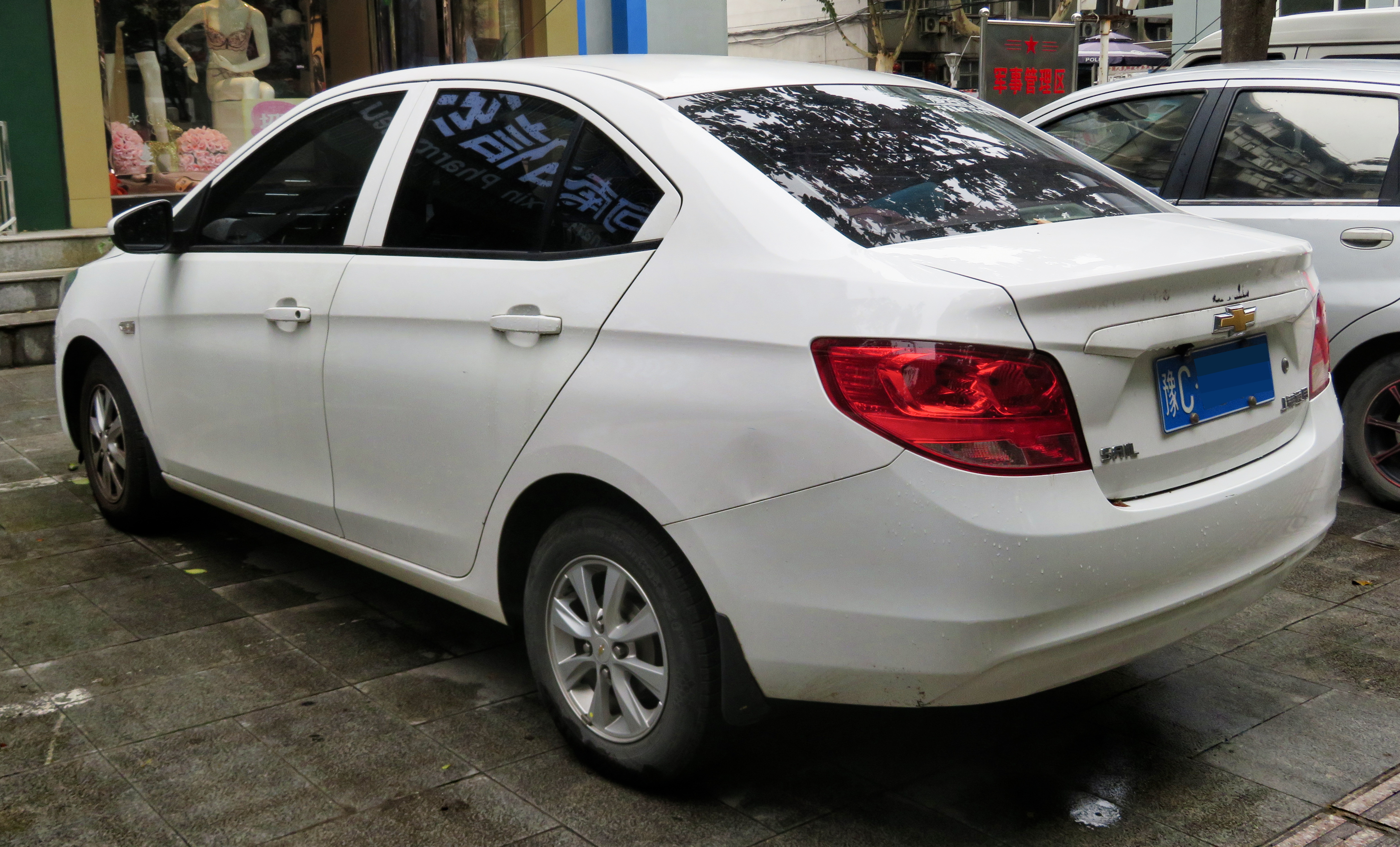
Heckansicht

Die dritte Generation des Sail wurde auf der Guangzhou Auto Show im November 2014 der Öffentlichkeit präsentiert. Die Motoren, ein maximal 76 kW leistender 1,3-Liter-  und ein 1,5-Liter-Ottomotor mit 83 kW, sind beide mit einer Start-Stopp-Funktion ausgestattet. Das Fahrzeug ist nur als Stufenhecklimousine erhältlich. In Mexiko wurde es ab Ende 2017 als Chevrolet Aveo angeboten.

### Technische Daten
|                                            | 1.3                   | 1.5                   |
| ------------------------------------------ | --------------------- | --------------------- |
| Bauzeitraum                                | 2014–2019             | 2014–2023             |
| Motorkenndaten                             |                       |                       |
| Motortyp                                   | R4-Ottomotor          | R4-Ottomotor          |
| Hubraum                                    | 1349 cm³              | 1485 cm³              |
| max. Leistung bei min−1                    | 76 kW (103 PS) / 6000 | 83 kW (113 PS) / 6000 |
| max. Drehmoment bei min−1                  | 127 Nm / 4000         | 141 Nm / 4000         |
| Kraftübertragung                           |                       |                       |
| Antrieb, serienmäßig                       | Vorderradantrieb      | Vorderradantrieb      |
| Getriebe, serienmäßig                      | 5-Gang-Schaltgetriebe | 5-Gang-Schaltgetriebe |
| Getriebe, optional                         | Automatikgetriebe     | Automatikgetriebe     |
| Messwerte                                  |                       |                       |
| Höchstgeschwindigkeit                      | 175 km/h              | 180 km/h              |
| Beschleunigung, 0–100 km/h                 | 12,4 s [14,0 s]       | 11,3 s [13,4 s]       |
| Kraftstoffverbrauch auf 100 km, kombiniert | 5,1 l Super           | 5,4 l Super           |
| Leergewicht                                | 1057 kg [1060 kg]     | 1103 kg [1107 kg]     |
| Tankinhalt                                 | 35 l                  | 39 l                  |

Werte in eckigen Klammern gelten für Modelle mit Automatikgetriebe